# Paradise Lost (Symphony X-album)
A Paradise Lost az amerikai Symphony X hetedik nagylemeze, mely 2007. június 26-án jelent meg az InsideOut Music kiadónál. Eredetileg már 2005. november 16-án bejelentették, de a megjelenés egészen 2007 nyaráig húzódott.
2006. március 18-án Michael Romeo tudatta a Symphony X rajongókkal, hogy egy sötétebb hangulatú lemez fog megszületni, erős komolyzenei hatásokkal. Valamint azt is megemlítette, hogy a dalszövegek nagy részét H. P. Lovecraft munkássága inspirálta.
Az anyagból végül konceptlemez lett, mely John Milton Elveszett paradicsom című művét dolgozza fel. Csakúgy mint elődjét, ezt a lemezt is Michael Romeo stúdiójában rögzítették.
2007. május 12-én debütált a zenekar myspace oldalán a Serpent's Kiss dal videóklipje. A lemez kereskedelmileg sikeresnek bizonyult, a Top Heatseekers Chart listán első helyezett lett, míg a Billboard Top 200 Album listán a 123. helyig jutott.
A lemez egy speciális kiadást is megért, melyben a zenei anyag 5.1-es változata mellett egy DVD is megtalálható volt, melyen a Serpent's Kiss és a Set the World on Fire (The Lie of Lies) dalok videója is felkerült. Azon rajongók, akik a Newbury Comics által támogatott első 500 darabból vásároltak, azok egy aláírt CD-füzettel gazdagodtak.
A megjelenést követő turnén a Dream Theater előzenekaraként turnéztak.

## Számlista
1. "Oculus ex Inferni" – 2:34
2. "Set the World on Fire (The Lie of Lies)" – 5:55
3. "Domination" – 6:29
4. "Serpent's Kiss" – 5:03
5. "Paradise Lost" – 6:32
6. "Eve of Seduction" – 5:04
7. "The Walls of Babylon" – 8:16
8. "Seven" – 7:01
9. "The Sacrifice" – 4:49
10. "Revelation (Divus Pennae ex Tragoedia)" – 9:17

## Közreműködők
- Russell Allen – ének
- Michael Romeo – gitár, billentyű, programozás
- Michael Pinnella – billentyűs hangszerek
- Michael Lepond – basszusgitár
- Jason Rullo – dob